# Bouli Kakasi
Bouli Kakasi (đôi khi Kakassi) (sinh năm 1937) là một ca sĩ người Niger.
Sinh ra ở Gothèye, Kakasi được chú ý nhờ những màn trình diễn của bà trong thể loại zaley. Bà là một người yêu thích đặc biệt của Aissa Diori, người mà bà hát những bài hát ca ngợi trong nhiệm kỳ làm đệ nhất phu nhân. Trong những năm sau đó, bà đã rơi vào tình trạng khó khăn và cực kỳ nghèo khổ. Sự nghiệp của bà, cùng với Hama Dabgue, được mô tả là "biểu tượng cho sự suy tàn của âm nhạc truyền thống Niger".